# Real-kauf
Real-Kauf (Eigenschreibweise: real-kauf) war ein innerhalb der Schaper-Gruppe gegründetes Unternehmen und zeichnete sich vor allem durch die SB-Warenhäuser aus, die unter dem Namen real-kauf geführt wurden. Durch die Übernahme der Schaper-Gruppe durch die Asko und dieser durch die Metro AG folgte die Verschmelzung mit anderen SB-Warenhausketten innerhalb des Unternehmens, wodurch 1992 Real entstand. Der Sitz des Unternehmens war in Hannover.

## Geschichte
Der erste Real-Kauf eröffnete im Jahr 1967 in Hannover-Vahrenheide, ein weiterer der ersten Märkte eröffnete am 22. August 1968 in Nienburg. Es folgten weitere Märkte u. a. in Delmenhorst (17. Februar 1972, der bundesweit zehnte Real-Kauf-Standort), Ritterhude (1974) und Bremen-Habenhausen (1976). Am 27. August 1975 öffnete ein weiterer Markt in Celle. Neben der Schaper-Gruppe waren auch Einzelhändler der Vivo (später Teil von Markant) beteiligt.
1975 betrieb das Unternehmen an 13 Standorten Verbrauchermärkte mit einer Verkaufsfläche zwischen 1600 und 9900 Quadratmetern mit bis zu 30.000 Artikeln. Das Unternehmen beschäftigte zum damaligen Zeitpunkt ungefähr 1600 Mitarbeitende.
Im gleichen Jahr kam es zur Gründung der Real-Kauf Dieckell Verbrauchermarkt-Gesellschaft (später Realkauf Verbrauchermarkt GmbH & Co. KG Vertriebsgesellschaft), mit Sitz in Bremerhaven. Das von der Schaper-Gruppe und der Hussel Holding AG geführte Gemeinschaftsunternehmen sollte zwei zu errichtende SB-Warenhäuser mit je rund 10.000 Quadratmetern Verkaufsfläche in der Region Bremerhaven betreiben. Das Unternehmen wurde ab den Jahren 1979/1980 von der Schaper-Gruppe allein fortgeführt, die Gruppe übernahm dabei die Anteile Hussels. Hintergrund des Rückzuges von Hussel war die Gründung einer Vertriebsgesellschaft zwischen ebendieser und der co op Zentrale AG, die ebenfalls auf den Raum Bremen und Bremerhaven ausgerichtet war.
Mit einer 75-prozentigen Beteiligung im November 1986 wurde Real-Kauf in den folgenden Jahren Teil der Asko Deutsche Kaufhaus AG. Zum damaligen Zeitpunkt flaggten unter Real-Kauf 32 Standorte als SB-Warenhäuser sowie 12 weitere als Baumärkte. 1990 kam es zu einer Auseinandersetzung der beiden Gewerkschaften Deutsche Angestellten-Gewerkschaft und Gewerkschaft Handel, Banken und Versicherungen. Hintergrund des Streits war ein zwischen der DAG und dem in Bremerhaven befindlichen Real-Kauf abgeschlossener Tarifvertrag. Der im April 1989 abgeschlossene Haustarifvertrag der DAG sah eine Sonderklausel zu Urlaubsgeldregelung vor, die lediglich Gewerkschaftsmitgliedern vorbehalten, der Flächentarifvertrag der HBV griff in diesem Fall nicht. Geklagt hatte eine im betroffenen Markt beschäftigte Dekorateurin.
Im Zuge der Übernahme der Asko durch die Metro wurde Real-Kauf 1992 mit anderen SB-Warenhausketten verschmolzen und die Märkte in Folge auf Real umgeflaggt, die Baumärkte wurden an Praktiker abgegeben.

## Trivia
Im Jahr 1983 wurden Real-Kauf, Kafu (später Teil der Rewe Group) sowie der co op AG vom Bundeskartellamt untersagt, Waren in der Region Bremen in verschiedenen Warengruppen unter den Einkaufspreisen zu verkaufen. Hintergrund war die damals vorstehende Marktstellung, die die Unternehmen gemeinsam in Bremen hatten. Ab Oktober 1989 wurde die SB-Warenhauskette von einem Unbekannten erpresst. In Folge kam es zu Brandanschlägen in den Standorten Altwarmbüchen, Celle, Helmstedt und Hildesheim. Das Unternehmen ging auf einen Teil der Forderungen ein, der Unbekannte erhielt 600.000 Mark sowie zwei Brillanten im Wert von jeweils 20.000 Mark, die am 15. Dezember 1989 in einer Tasche verstaut aus einem fahrenden Zug geworfen wurden. Im April 1990 wurden in der Filiale in Laatzen in zwei Gläsern Löwensenf Extra und Erdbeerkonfitüre der Eigenmarke TiP das Pflanzenschutzmittel E605 gefunden. Weiter kündigte der Täter an, auch im Markt in Bremen-Habenhausen Remoulade mit Gift versetzen zu haben.